# Uroš Gutić
Uroš Gutić (* 30. August 1997) ist ein bosnischer Leichtathlet, der im Mittel- und Langstreckenlauf an den Start geht.

## Sportliche Laufbahn
Erste Erfahrungen bei internationalen Meisterschaften sammelte Uroš Gutić im Jahr 2018, als er bei den Balkan-Meisterschaften in Stara Sagora in 4:03,63 min den elften Platz im 1500-Meter-Lauf belegte. 2021 startete er bei den Balkan-Meisterschaften in Smederevo über 5000 m und musste dort sein Rennen vorzeitig beenden und auch bei den Balkan-Meisterschaften 2022 in Craiova kam er über 3000 Meter nicht ins Ziel, gelangte aber über 5000 Meter mit 15:00,85 min auf Rang elf. Im Jahr darauf wurde er bei der 3. Liga der Team-Europameisterschaft im Rahmen der Europaspiele in Chorzów in 14:59,10 min Siebter über 5000 Meter. Anschließend gewann er bei den Balkan-Meisterschaften in Kraljevo in 8:41,38 min die Bronzemedaille im 3000-Meter-Lauf hinter dem Serben Elzan Bibić und Sebastian Frey aus Österreich. Zudem belegte er in 14:44,22 min den sechsten Platz über 5000 Meter. Im Jahr darauf belegte er bei den Balkan-Meisterschaften in Izmir in 8:26,18 min den siebten Platz über 3000 Meter und gelangte über 5000 Meter mit 14:56,82 min auf Rang vier. 2025 wurde er bei der 3. Liga der Team-Europameisterschaft in Maribor in 14:46,26 min Fünfter über 5000 Meter und anschließend belegte er bei den Balkan-Meisterschaften in Volos in 8:43,77 min den siebten Platz über 3000 Meter und gelangte über 5000 Meter mit 15:21,03 min auf Rang neun.
2018 wurde Gutić bosnischer Meister über 1500 Meter, 2020 siegte er im 800-Meter-Lauf sowie von 2021 bis 2024 über 5000 Meter und 2023 und 2025 über 3000 Meter.

## Persönliche Bestleistungen
- 800 Meter: 1:54,08 min, 9. August 2020 in Zenica
  - 800 Meter (Halle): 1:56,06 min, 1. Februar 2020 in Wien
- 1500 Meter: 3:57,99 min, 9. Juni 2021 in Maribor
  - 1500 Meter (Halle): 4:00,38 min, 18. Januar 2020 in Belgrad
- 3000 Meter: 8:16,44 min, 7. Juni 2023 in Zenica
  - 3000 Meter (Halle): 8:39,94 min, 6. Februar 2022 in Belgrad
- 5000 Meter: 14:44,22 min, 22. Juli 2023 in Kraljevo